# Manuel Kowid
Manuel Kowid (Paramaribo, 20 april 1989) is een Surinaams voetballer die speelt als doelman.

## Carrière
Kowid maakte zijn debuut voor SV Leo Victor in 2009, hij speelde bij de club voor twee seizoenen voordat hij een seizoen speelde voor SNL. Hij keerde het seizoen erop terug naar SV Leo Victor waar hij opnieuw twee seizoenen speelde en de beker mee won. Hij speelde nog een seizoen voor SV Boma Star op het hoogste niveau maar zette daarna een stap terug naar SCV Jong Rambaanin de tweede klasse. Het seizoen erop ging hij spelen voor SV Happy Boys waarmee hij in zijn eerste seizoen meteen promotie afdwong van de derde naar de tweede klasse. In 2019 stapte hij over naar reeksgenoot SV Seaboys.
Tussen 2011 en 2014 speelde hij twee interlands voor Suriname waarin hij niet kon scoren.

## Erelijst
- Surinaamse voetbalbeker: 2013/14